# Leucauge crucinota
Leucauge crucinota är en spindelart som först beskrevs av Friedrich Wilhelm Bösenberg och Embrik Strand 1906.  Leucauge crucinota ingår i släktet Leucauge och familjen käkspindlar. Inga underarter finns listade i Catalogue of Life.